# 寓話 (花譜のアルバム)
『寓話』（ぐうわ）は、2024年12月25日にPHENOMENON RECORDからリリースされた花譜の 4th アルバムである。オリジナルアルバム前作『狂想』と同様、収録曲が同じでジャケットイラストおよび同梱品の異なる『寓話α』（通常版）と『寓話β』（通常版）の2つのBOXに加え、『寓話α』一式が限定グッズと共に同梱されたスペシャルボックス（『寓話α』Special Box）を加えた3形態にて販売されている。同日にデジタルアルバム『寓話』としても配信されている。

## 概要
3rd アルバムまではカンザキイオリをメインコンポーザーとする楽曲から構成されていたが、本作はその卒業以降初となる花譜のオリジナルアルバムである。アルバムの制作開始は2024年1月14日の『花譜 4th ONE-MAN LIVE「怪歌」』にて発表され、発売日は2024年10月12日に行われた『SINKA LIVE SERIES UNKNOWN SPACE 02 KAF VIRTUAL MINI LIVE「YARN -不可解空間-」』にて発表された。
本作は 3rd アルバム『狂想』以来1年9か月ぶりのオリジナルアルバムである。全参加クリエイターおよび収録楽曲が公表されたのは、2024年11月3日に開催されたKAMITSUBAKI WARS 2024 神椿幕張戦線 DAY-2の『花譜 4th ONE-MAN LIVE「怪歌(再)」』においてであった。
KAMITSUBAKI STUDIOプロデューサーのPIEDPIPERのキュレーションにより、複数のクリエイターと制作が行われた。参加したコンポーザーは、KAMITSUBAKI STUDIOに所属するGuiano、笹川真生、Neuron (Empty old City) らに加え、大森靖子、水槽、紀里谷和明らであった。
『寓話α (Special Box)』には、6周年記念のバーチャルミニライブ『SINKA LIVE SERIES UNKNOWN SPACE 02 KAF VIRTUAL MINI LIVE 「YARN -不可解空間-」』の映像が同梱された。

## 収録曲
全15曲。収録されている楽曲は、カンザキイオリ以降に引き継がれた楽曲という意図で「歌承曲」と名付けられている。
| #         | タイトル                                | 作詞・作曲                                                                            | 編曲                                | 時間  |
| --------- | --------------------------------------- | ------------------------------------------------------------------------------------- | ----------------------------------- | ----- |
| 1.        | 「かみのいないせかいで (Instrumental)」 | 朝比奈健人                                                                            | 朝比奈健人                          | 01:39 |
| 2.        | 「アポカリプスより」                    | Neuron (Empty old City)                                                               | Neuron (Empty old City)             | 03:25 |
| 3.        | 「何者」                                | Kanata Okajima, Hayato Yamamoto                                                       | Hayato Yamamoto                     | 03:53 |
| 4.        | 「俯瞰する事象」                        | 廉                                                                                    | 朝比奈健人                          | 03:14 |
| 5.        | 「この世界は美しい」                    | Guiano                                                                                | Guiano                              | 04:10 |
| 6.        | 「スイマー」                            | 水槽                                                                                  | 水槽                                | 03:23 |
| 7.        | 「ホワイトブーケ」                      | Neuron (Empty old City)                                                               | Neuron (Empty old City)             | 03:34 |
| 8.        | 「黄金の木」                            | Neuron (Empty old City)                                                               | Isao Sudo / Neuron (Empty old City) | 04:15 |
| 9.        | 「ダンダラボッチ」                      | 獅子志司                                                                              | Numa                                | 03:16 |
| 10.       | 「ゲシュタルト」                        | Kanata Okajima（作詞・作曲）, 久保田真悟（作曲） / 栗原暁 (Jazzin’park)（作詞・作曲） | 久保田真悟 (Jazzin’park)            | 03:17 |
| 11.       | 「カルペ・ディエム」                    | AMAMOGU（作詞）/ Mr.Adventure, MILKY（作曲）                                          | 松田純一                            | 04:13 |
| 12.       | 「スワン」                              | 紀里谷和明（作詞） / Kanata Okajima（作曲）                                           | 菅原一樹                            | 04:53 |
| 13.       | 「代替嬉々」                            | 大森靖子                                                                              | 大久保薫                            | 04:21 |
| 14.       | 「Replaceable Goodbye」                 | 笹川真生                                                                              | 笹川真生                            | 05:04 |
| 15.       | 「そしてまたはじめる(Instrumental)」    | 朝比奈健人                                                                            | 朝比奈健人                          | 01:49 |
| 合計時間: | 合計時間:                               | 合計時間:                                                                             | 合計時間:                           | 54:26 |

## イベント
発売に際し、リリースを記念して2024年12月25日から12月29日にかけてTOWER RECORDSではポップアップストアが開催された。東京のタワーレコード渋谷店、大阪のタワーレコード梅田NU茶屋町店で開催された。このポップアップストアでは、新シングル廻花『ターミナル』が114枚限定でゲリラ発売された。
また、2024年12月23日から2025年1月12日にかけて、セルフフォトブース「Photomatic」とのコラボレーションが全国8箇所で実施されている。
mora では、限定耳元ボイスが特典としてつけられた。

## 特別番組
2024年12月26日には、本作のリリースを記念した特別番組「M-ON! SPECIAL 『花譜』 〜寓話〜」が放送された。

## YARN -不可解空間-
『SINKA LIVE SERIES UNKNOWN SPACE 02 KAF VIRTUAL MINI LIVE「YARN -不可解空間-」』（しんかライブシリーズ アンノウンスペース 02 かふ バーチャルミニライブ「ヤーン ふかかいくうかん」）は、2024年10月12日に花譜活動6周年を記念して開催されたミニライブである。Youtube上で無料で配信されると同時に、ライブストリーミングサービス Z-aN にてマルチアングル配信のチケットが販売された。
「SINKA LIVE SERIES」は、2023年3月4日に開催されたバーチャルライブ『花譜 3rd ONE-MAN LIVE「不可解参(想)」』を EP. 0 としてスタートしたライブシリーズであり、V.W.Pのメンバーによる EP. I から EP. IV が開催されていた。2024年2月17日には「UNKNOWN SPACE 01」として春猿火Youtubeでのミニライブ『SINKA LIVE SERIES UNKNOWN SPACE 01 HARUSARUHI VIRTUAL MINI LIVE 「BEAST OF THE HEART -不可解空間-」』が開催されていた。『YARN -不可解空間-』はそれに続く「UNKNOWN SPACE 02」としてナンバリングされているライブである。

### 収録曲
ライブ映像が収録された Blu-ray は、『寓話α』Special box に同梱されて販売された。以下の13曲が収録された。
| #   | タイトル                | 作詞 | 作曲・編曲 |
| --- | ----------------------- | ---- | ---------- |
| 1.  | 「糸」                  |      |            |
| 2.  | 「心臓と絡繰」          |      |            |
| 3.  | 「過去を喰らう」        |      |            |
| 4.  | 「アンサー」            |      |            |
| 5.  | 「戸惑いテレパシー」    |      |            |
| 6.  | 「痛みを」              |      |            |
| 7.  | 「ニヒル」              |      |            |
| 8.  | 「青春の温度」          |      |            |
| 9.  | 「狂感覚」              |      |            |
| 10. | 「アポカリプスより」    |      |            |
| 11. | 「この世界は美しい」    |      |            |
| 12. | 「ゲシュタルト」        |      |            |
| 13. | 「Replaceable Goodbye」 |      |            |